# 吉田宗房
吉田 宗房（よしだ むねふさ）は、鎌倉時代末期から南北朝時代にかけての公卿。内大臣・吉田定房の長男。官位は正三位・右大臣。

## 経歴
生年は不明であるが、父・定房がかつて異母弟の資房（清閑寺家の祖）を猶子として跡を継がせようとして当時の後醍醐天皇の許しを得られなかったこと、元徳2年（1330年）に従四位下・右近衛少将、次いで右近衛中将に任じられている官歴より、父・定房が没した延元3年/暦応元年（1338年）には若年であったとみられている。南朝が出した文書などから正平6年/観応2年（1351年）10月の段階で参議の任にあり、翌年2月までに中納言に昇ったことが知られている。なお『太平記』によれば、正平6年2月に後村上天皇が住吉社に行幸した際に社頭の大松が南に向けて折れると怪異が起きた際に「妖不徳勝（不吉な禍も徳には勝てない）」と平然としていたという。これは内政を顧みずに北朝に対する軍事作戦を強める後村上天皇に対する批判であったとする説がある。
正平一統時、後村上天皇が男山八幡宮まで兵を進めた際に宗房が加わっていたことが、『園太暦』や『太平記』によって知られている。この際（正平7年（1352年）閏2月21日）の臨時叙位において、正三位が与えられている。その後も正平8年/文和2年（1353年）に南朝軍が京都を一時占領した際には宗房が京都の洞院公賢・久我長通らに降伏条件の通告を行うために上洛しているが、この時は宗房の帰還後に後光厳天皇を奉じた足利尊氏が京都を奪還したために失敗に終わった。なお、この際にも意見対立があったようで、天皇の勅勘を蒙ったとされている。
その後は明徳の和約の際に「吉田右府禅門」が前内大臣・阿野実為と共に北朝方と交渉にあたったことが知られており、これは当時宗房が右大臣をもって出家して南朝方の代表として交渉に臨んでいたことを示している。その後の動向は不明で子孫も知られていない。『新葉和歌集』に和歌6首が採録されている。